# Lista monumentelor istorice din județul Buzău - N

Simbol pentru monumentele istorice

Lista monumentelor istorice din județul Buzău - N cuprinde monumentele istorice înscrise în Patrimoniul cultural național al României și aflate în localități ce încep cu litera N din județul Buzău.
Lista completă este menținută și actualizată periodic de către Ministerul Culturii, Cultelor și Patrimoniului Național din România, prin intermediul Institutului Național al Patrimoniului, ultima versiune datând din 2015. Această listă cuprinde și actualizările ulterioare, realizate prin ordin al ministrului culturii.
| Cod LMI                                                                          | Denumire                                                     | Localitate                    | Localizare | Datare, Creatori                                                        | Imagine               | Erori             |
| -------------------------------------------------------------------------------- | ------------------------------------------------------------ | ----------------------------- | --- | ----------------------------------------------------------------------- | --------------------- | ----------------- |
| BZ-I-s-B-02252 (RAN: 47925.01)                                                   | Așezare                                                      | oraș Nehoiu                   | Pe terasa din dreapta șoselei, la ieșirea din oraș, spre Buzău, cca. 500 m spre V                                                                                            | sec. XVII, Epoca medievală                                              | Încarcă foto \| video | Raportează eroare |
| BZ-I-s-B-02253 (RAN: 47532.01, 47532.05, 47532.03, 47532.02, 47532.06, 47532.04) | Situl arheologic de la Nenciulești                           | sat Nenciulești; comuna Merei | „Porumbița”, „Dealul Ciuhoiu”, „Valea Huiup”, „Dealul Vladimir”, „La Cruce”, „Gogonești”                                                                                     |                                                                         | Încarcă foto \| video | Raportează eroare |
| BZ-I-m-B-02253.01 (RAN: 47532.02.03, 47532.08.03)                                | Așezare, punct „Porumbița”                                   | sat Nenciulești; comuna Merei | „Porumbița”, la marginea de N a cătunului spre NE de biserica cu acelașinume                                                                                                 | sec. XVI - XVIII                                                        | Încarcă foto \| video | Raportează eroare |
| BZ-I-m-B-02253.02 (RAN: 47532.02.02, 47532.08.02)                                | Așezare, punct „Porumbița”                                   | sat Nenciulești; comuna Merei | „Porumbița”, la marginea de N a cătunului Porumbița, spre NE de biserica cu acelașinume                                                                                      | sec. IV p. Chr., Epoca migrațiilor, Cultura Sântanade Mureș - Cerneahov | Încarcă foto \| video | Raportează eroare |
| BZ-I-m-B-02253.03 (RAN: 47532.02.01, 47532.08.01)                                | Așezare, punct „Porumbița”                                   | sat Nenciulești; comuna Merei | „Porumbița”, la marginea de N a cătunului Porumbița, spre NE de biserica cu acelașinume                                                                                      | mil. III - IV, Epoca bronzului                                          | Încarcă foto \| video | Raportează eroare |
| BZ-I-m-B-02253.04 (RAN: 47532.04.03)                                             | Așezare, punct „Dealul Ciuhoiu”                              | sat Nenciulești; comuna Merei | „Dealul Ciuhoiu”, „Via Popii”, din zona fostului sat Ciuhoiu, spre V pe distanța 1,2 km; 1,5 km NV de sat și 0,7 km NV de biserica Porumbița                                 | sec. III a. Chr. - I p. Chr., Latène, Cultura geto-dacică               | Încarcă foto \| video | Raportează eroare |
| BZ-I-m-B-02253.05 (RAN: 47532.04.04)                                             | Necropolă, punct „Dealul Ciuhoiu”                            | sat Nenciulești; comuna Merei | „Dealul Ciuhoiu”, „Via Popii”, din zona fostului sat Ciuhoiu spre V, pe distanța 1,2 km; 1,5 km NV de sat și 0,7 km NV de Biserica Porumbița                                 | sec. III a. Chr - I p. Chr., Latène                                     | Încarcă foto \| video | Raportează eroare |
| BZ-I-m-B-02253.06 (RAN: 47532.04.01)                                             | Așezare, punct „Dealul Ciuhoiu”                              | sat Nenciulești; comuna Merei | „Dealul Ciuhoiu”, „Via Popii”, din zona fostului sat Ciuhoiu, spre V pe distanța 1,2 km; 1,5 km NV de sat și 0,7 km NV de Biserica Porumbița                                 | mil. III, Epoca bronzului timpuriu                                      | Încarcă foto \| video | Raportează eroare |
| BZ-I-m-B-02253.07 (RAN: 47532.04.02)                                             | Necropolă, punct „Dealul Ciuhoiu”                            | sat Nenciulești; comuna Merei | „Dealul Ciuhoiu”, „Via Popii”, din zona fostului sat Ciuhoiu, spre V pe distanța 1,2 km; 1,5 km NV de sat și 0,7 km NV de Biserica Porumbița                                 | mil. III, Epoca bronzului timpuriu                                      | Încarcă foto \| video | Raportează eroare |
| BZ-I-m-B-02253.08 (RAN: 47532.03.02)                                             | Așezare, punct „Valea Huiup”                                 | sat Nenciulești; comuna Merei | „Valea Huiup”, începând de la N de sat, până deasupra satului Gura Sărății                                                                                                   | mil. III - II, Epoca bronzului, Cultura Monteoru                        | Încarcă foto \| video | Raportează eroare |
| BZ-I-m-B-02253.09 (RAN: 47532.03.01)                                             | Așezare, punct „Valea Huiup”                                 | sat Nenciulești; comuna Merei | „Valea Huiup”, începând de la N de sat, până deasupra satului Gura Sărății                                                                                                   | mil. IV, Eneolitic, Cultura Gumelnița                                   | Încarcă foto \| video | Raportează eroare |
| BZ-I-m-B-02253.10 (RAN: 47532.05.01)                                             | Așezare, punct „Dealul Vladimir”                             | sat Nenciulești; comuna Merei | „Dealul Vladimir”, la cca. 3 km NNE de sat – în viile de pe deal, în partea de SSE a dealului                                                                                | mil. III - II, Epoca bronzului, Cultura Monteoru                        | Încarcă foto \| video | Raportează eroare |
| BZ-I-m-B-02253.11 (RAN: 47532.06.03)                                             | Așezare, punct „La Cruce”                                    | sat Nenciulești; comuna Merei | „La Cruce”, „Via Popii”, la ieșirea de N a satului spre pădure, în jurul crucii înalte de piatră, mai ales spre E, S, N; 1,5 km NV de sat și 0,7 km NV de Biserica Porumbița | mil. III - II, Epoca bronzului, Cultura Monteoru                        | Încarcă foto \| video | Raportează eroare |
| BZ-I-m-B-02253.12 (RAN: 47532.06.04)                                             | Necropolă, punct „La Cruce”                                  | sat Nenciulești; comuna Merei | „La Cruce”, „Via Popii”, la ieșirea de N a satului spre pădure, în jurul crucii înalte de piatră, mai ales spre E, S, N; 1,5 km NV de sat și 0,7 km NV de Biserica Porumbița | mil. III - IV, Epoca bronzului, Cultura Monteoru                        | Încarcă foto \| video | Raportează eroare |
| BZ-I-m-B-02253.13 (RAN: 47532.06.01)                                             | Așezare, punct „La Cruce”,                                   | sat Nenciulești; comuna Merei | „La Cruce”, „Via Popii”, la ieșirea de N a satului spre pădure, în jurul crucii înalte de piatră, mai ales spre E, S, N; 1,5 km NV de sat și 0,7 km NV de Biserica Porumbița | mil. V, Neolitic târziu                                                 | Încarcă foto \| video | Raportează eroare |
| BZ-I-m-B-02253.14 (RAN: 47532.06.02)                                             | Necropolă, punct „La Cruce”,                                 | sat Nenciulești; comuna Merei | „La Cruce”, „Via Popii”, la ieșirea de N a satului spre pădure, în jurul crucii înalte de piatră, mai ales spre E, S, N; 1,5 km NV de sat și 0,7 km NV de Biserica Porumbița | mil. V, Neolitic târziu                                                 | Încarcă foto \| video | Raportează eroare |
| BZ-I-m-B-02253.15 (RAN: 47532.01.01)                                             | Așezare, punct „Gogonești”                                   | sat Nenciulești; comuna Merei | „Gogonești”, în partea de sus a satului, în curțile și grădinile locuitorilor                                                                                                | mil. IV, Eneolitic, Cultura Gumelnița                                   | Încarcă foto \| video | Raportează eroare |
| BZ-I-m-B-02253.16 (RAN: 47532.01.02)                                             | Necropolă, punct „Gogonești”                                 | sat Nenciulești; comuna Merei | „Gogonești”, în partea de sus a satului, în curțile și grădinile locuitorilor                                                                                                | mil. IV, Eneolitic, Cultura Gumelnița                                   | Încarcă foto \| video | Raportează eroare |
| BZ-I-s-B-02254 (RAN: 50175.02)                                                   | Așezare                                                      | sat Nișcov; comuna Vernești   | „Gura Lupoiului”, în fața văii, în ultimele gospodării din sat și în viile din jurul torentului în marginea de NV a satului, la S de drumul Măntoiu-Coman                    | sec. V - VII, Epoca migrațiilor                                         | Încarcă foto \| video | Raportează eroare |
| BZ-I-s-B-02255 (RAN: 50175.01)                                                   | Situl arheologic de la Nișcov                                | sat Nișcov; comuna Vernești   | „La Măntoiu”, în marginea de N a satului |                                                                         | Încarcă foto \| video | Raportează eroare |
| BZ-I-m-B-02255.01 (RAN: 50175.01.01)                                             | Așezare                                                      | sat Nișcov; comuna Vernești   | „La Măntoiu”, în marginea de N a satului | sec. II - III p. Chr., Cultura carpică                                  | Încarcă foto \| video | Raportează eroare |
| BZ-I-m-B-02255.02 (RAN: 50175.01.02)                                             | Necropolă                                                    | sat Nișcov; comuna Vernești   | „La Măntoiu”, în marginea de N a satului | sec. II - III p. Chr., Cultura carpică                                  | Încarcă foto \| video | Raportează eroare |
| BZ-II-a-A-02432 (RAN: 45450.01)                                                  | Ansamblul schiturilor rupestre din M-ții Bozioru             | sat Nucu; comuna Bozioru      | | sec. XVI - XVIII                                                        | Alte imagini          | Raportează eroare |
| BZ-II-m-A-02432.01 (RAN: 45450.01.02)                                            | Schitul rupestru Fundătura                                   | sat Nucu; comuna Bozioru      | | sec. XVI - XIX                                                          |                       | Raportează eroare |
| BZ-II-m-A-02432.02 (RAN: 45450.01.12)                                            | Schitul rupestru „Agatonul Vechi”                            | sat Nucu; comuna Bozioru      | | sec. XVI - XVIII                                                        |                       | Raportează eroare |
| BZ-II-m-A-02432.03 (RAN: 45450.01.11)                                            | Fundul Peșterii                                              | sat Nucu; comuna Bozioru      | | sec. XVII - XVIII                                                       |                       | Raportează eroare |
| BZ-II-m-A-02432.04 (RAN: 45450.01.10)                                            | Văgăuna II                                                   | sat Nucu; comuna Bozioru      | | sec. XVI - XIX                                                          | Încarcă foto \| video | Raportează eroare |
| BZ-II-m-A-02432.05 (RAN: 45450.01.09)                                            | Văgăuna I                                                    | sat Nucu; comuna Bozioru      | | sec. XVI - XIX                                                          | Încarcă foto \| video | Raportează eroare |
| BZ-II-m-A-02432.06 (RAN: 45450.01.08)                                            | Piatra Îngăurită                                             | sat Nucu; comuna Bozioru      | | sec. XVI - XIX                                                          |                       | Raportează eroare |
| BZ-II-m-A-02432.07 (RAN: 45450.01.07)                                            | Peștera lui Dionisie                                         | sat Nucu; comuna Bozioru      | | sec. XVI - XIX                                                          |                       | Raportează eroare |
| BZ-II-m-A-02432.08 (RAN: 45450.01.06)                                            | Piatra lui Iosif                                             | sat Nucu; comuna Bozioru      | | sec. XVI - XIX                                                          |                       | Raportează eroare |
| BZ-II-m-A-02432.09 (RAN: 45450.01.05)                                            | Bucătăria                                                    | sat Nucu; comuna Bozioru      | | sec. XVI - XIX                                                          |                       | Raportează eroare |
| BZ-II-m-A-02432.10 (RAN: 45450.01.03)                                            | Schitul rupestru Piatra Șoimului I                           | sat Nucu; comuna Bozioru      | | sec. XVI - XIX                                                          | Încarcă foto \| video | Raportează eroare |
| BZ-II-m-A-02432.11 (RAN: 45450.01.01)                                            | Schitul rupestru Agatonul Nou                                | sat Nucu; comuna Bozioru      | | sec. XVI - XIX                                                          |                       | Raportează eroare |
| BZ-II-m-A-02432.12 (RAN: 45450.01.04)                                            | Schitul rupestru Piatra Șoimului II                          | sat Nucu; comuna Bozioru      | | sec. XVI - XIX                                                          | Încarcă foto \| video | Raportează eroare |
| BZ-II-a-B-02433 (RAN: 45450.02)                                                  | Ansamblul bisericii „Intrarea în Biserică a Maicii Domnului” | sat Nucu; comuna Bozioru      | | 1765                                                                    | Încarcă foto \| video | Raportează eroare |
| BZ-II-m-B-02433.01 (RAN: 45450.02.01)                                            | Biserica de lemn „Intrarea în Biserică a Maicii Domnului”    | sat Nucu; comuna Bozioru      | | 1765                                                                    | Încarcă foto \| video | Raportează eroare |
| BZ-II-m-B-02433.02                                                               | Clopotniță                                                   | sat Nucu; comuna Bozioru      | | 1765                                                                    | Încarcă foto \| video | Raportează eroare |
| BZ-II-m-B-02431 (RAN: 45450.03)                                                  | Ruinele mănăstirii „Sf. Gheorghe”                            | sat Nucu; comuna Bozioru      | 16 | sec. XVII                                                               | Încarcă foto \| video | Raportează eroare |